# پیشل بای ولس
پیشل بای ولس (به آلمانی: Pichl bei Wels) یک منطقهٔ مسکونی در اتریش است که در ناحیه ولس لند واقع شده‌است. پیشل بای ولس ۲۶ کیلومتر مربع مساحت دارد ۳۳۲ متر بالاتر از سطح دریا واقع شده‌است.